# Svetlyj Jar
Svetlyj Jar (in lingua russa Светлый Яр) è un insediamento di tipo urbano dell'oblast' di Volgograd, in Russia. È il centro amministrativo del rajon Svetlojarskij. Si trova sulla riva destra del Volga.